# Silvia Bender
Pour les articles homonymes, voir Bender.
Silvia Bender, née le 9 mars 1970 à Bonn, est une femme politique du parti vert allemand. Elle secrétaire d'État au ministère fédéral de l'Agriculture depuis 2019.

## Biographie

### Origines et famille
Silvia Bender naît le 9 mars 1970 à Bonn, alors en Allemagne de l'Ouest, dans le quartier de Beul. Elle grandit à Andernach, en Rhénanie-Palatinat.
Elle est mère de deux enfants.

### Études
Silvia Bender étudie l'agronomie (options protection de la nature et écologie du paysage) à partir de 1990 à l'université rhénane Frédéric-Guillaume de Bonn.

### Parcours politique
Elle est nommée secrétaire d'État au ministère de l'Agriculture, de l'Environnement et de la Protection du climat du Brandebourg en 2019.
En 2021, elle devient secrétaire d’État au ministère fédéral de l’Agriculture.
En 2022, elle fait face aux critiques des agriculteurs qui manifestaient à Bonn contre le projet d'interdiction des pesticides dans certaines zones. Elle déclare qu'il s'agit de propositions de l'UE auxquelles l'Allemagne était largement favorable.